# Tzanata
Tzanata (griechisch Τζανάτα (n. pl.), auch Dzanata) ist ein Ort der Gemeinde Argostoli auf der griechischen Insel Kefalonia. Der Ort hat 159 Einwohner (Stand: 2011).
1991 wurde bei Ausgrabungen unter der Leitung des Archäologen Lazaros Kolonas die Reste eines monumentalen Tholos-Grabs aus mykenischer Zeit entdeckt, die in den Grabungskampagnen 1992–1994 ausgegraben und analysiert wurden. Der untere Durchmesser des Grabs betrug 6,80 Meter, ein seitlicher Dromos führte zur Grabkammer. Die Tholos wurde an die Stelle eines früheren Grabes gebaut, das ca. 1350 v. Chr. zusammengebrochen war. Baumaterial des Vorgängerbaus wurden wiederverwendet. Die Bestattungen erfolgten in Steinkistengräbern. Im Zentrum der Tholos befand sich ein reich ausgestattetes Grab eines lokalen Herrschers. Zwar wurden Grabbeigaben schon in der Antike geraubt, doch aufgrund der noch vorhandenen Objekte ließ sich eine Nutzung vom 14. bis ins 11. Jahrhundert v. Chr. nachweisen. Die archäologischen Erforschungen der Tholos sowie eines nahe gelegenen rechteckigen Gebäudes, in dem die Knochen von mindestens 72 Bestatteten entdeckt wurden, brachten einige bedeutende Funde zu Tage, wie bemalte Keramik, Terrakotta-Figuren, ein goldenes Halsband, Perlen, gravierte Siegelsteine, eine Miniatur-Doppelaxt aus Gold sowie ein Paar goldener Stierhörner, die von einem Rhyton stammen.

## Einwohnerentwicklung
| Jahr | Einwohner |
| ---- | --------- |
| 1981 | -         |
| 1991 | 193       |
| 2001 | 174       |
| 2011 | 159       |